# Sveriges Radio P4
SR P4 (Sveriges Radio P4) è il quarto canale radio (delle 4 reti radiofoniche principali) di  Sveriges Radio. La radio pubblica nazionale di Stato Svedese appartenente al gruppo SVT Sveriges Television och Radio Grupp AB.
Esso si rivolge su tutta la popolazione ed è il canale radiofonico più popolare della società. Durante i giorni feriali è utilizzata da 25 diverse emittenti locali, ma la sera e nei fine settimana trasmette la programmazione nazionale. I programmi overnight sono simulcast su entrambi i canali SR P3 e  SR P4.
È stato avviato nel 1987 come rete per le stazioni radiofoniche  regionali. La programmazione nazionale ha debuttato nel 1993, che in sostanza ha fatto sì che i programmi di SR P3 che aveva un pubblico adulto sono stati spostati su SR P4 e SR P3 è stata rilanciata come una rete giovanile.

## Programmi
Tra i programmi più popolari in onda a livello nazionale si citano:. 
- Ring så spelar vi
- Svensktoppen
- Karlavagnen
- Melodikrysset
- Sportextra
- P4 Nästa

## Canali e stazioni radiofoniche afiliate
Le 25 stazioni locali  di SR P4 sono:
- SR Blekinge
- SR Dalarna
- SR Gotland
- SR Gävleborg
- SR Göteborg
- SR Halland
- SR Jämtland
- SR Jönköping
- SR Kalmar
- SR Kristianstad
- SR Kronoberg
- SR Malmö
- SR Norrbotten
- SR Sjuhärad
- SR Skaraborg
- SR Stockholm
- SR Sörmland
- SR Uppland
- SR Värmland
- SR Väst
- SR Västerbotten
- SR Västernorrland
- SR Västmanland
- SR Örebro
- SR Östergötland

## Presentatori nazionali
Questi sono i conduttori radiofonici nazionali di SR P4:. 
- Åsa Avdic
- Ulf Elfving
- Anders Eldeman
- Patrik Ehrnst
- Pär Fontander
- Jenny Goldkuhl
- Gunnar Gramnes
- Paul Haukka
- Annika Jankell
- Bosse Löthén
- Sanna Martin
- Carolina Norén
- Henrik Olsson
- Rickard Olsson
- Bosse Pettersson
- Marika Rennerfelt
- Hans Rosenfeldt
- Jesper J Rubin
- Peter Sundberg
- Lisa Syrén
- Susanne Tellinger
- Tomas Tengby
- Andreas Tosting
- Stefan Wermelin